# 猶他縣
犹他县（英語：Utah County）是美国犹他州人口第二多的縣，其县治及最大城市均为普若佛。除此之外普若佛是犹他州第三大城市，同时也是犹他州鹽湖縣之外的最大城市。根据2020年美國人口普查的结果，该县人口为66萬5,665人。
犹他县是普罗沃-奥勒姆城市群的两个组成县之一，同时也是盐湖城-普罗沃-奥勒姆大都会区的组成部分。在2010年时，犹他州的人口中心位于犹他县的萨拉托加温泉。
犹他县是全美人口增长最快的县之一，其人口增长速度在全国排名前十。与此同时，普羅沃-奧勒姆都會區的人口增长迅速，其人口增长率位列全美所有都会区的第八名。
犹他县是美国七个与其所属州同名的县之一，其他六个县分别是阿肯色縣、夏威夷縣、爱达荷县、愛荷華郡、奧克拉荷馬縣和紐約郡（即曼哈頓）。